# Reebok
Reebok International Limited, även RBK, är en tillverkare av sportkläder och sportskor inom en rad olika sporter, som idag ingår i Adidas Group.

## Historia
Företaget grundades av Joseph William Foster i Bolton i England 1895. 1924 utrustade företaget de brittiska deltagarna vid de olympiska spelen i Paris. Under 1980-talet firade Reebok stora framgångar då man var tidigt ute med aerobicskor. Sedan slutet av 1970-talet är företaget amerikanskt men vårdar den brittiska traditionen, bland annat genom sponsring av fotbollslaget Bolton Wanderers FC.
Reebok har en stark position på den viktiga USA-marknaden. Reebok har bland annat flera sponsorskap i NBA-basketen och NFL-footballen. 2004 köpte Reebok Jofa för att stärka sin position inom ishockey. Reeboks närvaro på dessa viktiga marknader var en viktig anledning till Adidas köp av företaget 2005.
Namnet Reebok kommer från ordet rhebok, afrikaans för råbocksantilop.

### Adidas förvärv
Efter en immateriell rättegång i augusti 2005 förvärvade Adidas Reebok som ett dotterbolag och förenade två av de största sportutrustningsföretagen, men behöll verksamheten under sina egna varumärken. Adidas förvärvade alla de utestående Reebok-aktierna och slutförde affären till ett värde av 3,8 miljarder dollar. Efter förvärvet ersatte Adidas Reebok som den officiella uniformsleverantören för NBA 2006 med en 11-årig affär som inkluderar WNBA, replika tröjor och uppvärmningsutrustning.
Reebok utsåg Paul Harrington till VD och koncernchef i januari 2006 och ersatte Paul Fireman som fungerade som VD sedan 2004. Harrington anslöt sig till företaget 1994 och var Reeboks Senior Vice President för global verksamhet och chef för supply chain. 
Under 2010 tillkännagav Reebok ett partnerskap med CrossFit, ett fitnessföretag och en konkurrenskraftig fitnesssport, inklusive sponsring av CrossFit Games, öppnande av CrossFit-studior och introduktion av en serie med märkesvaror skor och kläder för hösten 2011. 2011 debuterade Reebok CrossFit-delta-symbolen på märkesens fitnessklädlinje. Runt den tiden började Reebok, när det långsamt började förlora sina kontrakt för att göra idrottsuniformer och kläder för professionella idrottsliga ligor och högskolelag (det senaste enhetliga rättighetsavtalet, med NHL, slutade 2017), ompositionera sig som en till stor del fitness- varumärke, precis som under 1980- och början av 1990-talet.
År 2013 tillkännagav Reebok ytterligare ett fitnesspartnerskap med Les Mills, ett träningsprogram för gruppkondition och lag i åttio länder i mer än 20 000 studior. Avtalet omfattade integrering av Reebok skor och kläder i Les Mills fitnessprogram och mediamarknadsföring. I juli 2013 började det röda deltatecknet dyka upp på alla Reeboks fitnesskollektioner. Varumärket tillkännagav att man fasade ut vektorlogotypen och ersatte den med deltatecknet, vilket gör det till företagets andra logotypändring på mer än 120 år.  Delta-symbolen representerar de tre pelarna för positiv självförändring inklusive mental, fysisk och social, eftersom Reebok ökar sin närvaro i fitnessindustrin med yoga, dans, aerobics och CrossFit.  
Efter en framgångsrik återlansering  av många av dess ikoniska sneaker- och klädlinjer från tidigt/mitten av 1990-talet, i november 2019, meddelade Reebok att den uppdaterade 1992-logotypen 1992 tillsammans med det ursprungliga "Reebok"-skriptet i Motter Tektura-typsnitt och återställde båda som företagets kärnmärkesidentitet, med anledning av att konsumenterna fortfarande identifierade sig med dem snarare än "Delta"-logotypen från 2013. Även om Delta skulle fortsätta att användas på vissa träningsredskap och klädlinjer.

## Milstolpar
- 2005: Adidas köper Reebok